# Ústav teorie hutnických procesů ČSAV
Ústav teorie hutnických procesů ČSAV byl založen v roce 1980 jako jeden z nových ústavú Československé akademie věd mimo Prahu v Ostravě a zrušen byl k 30. červnu 1993 pro chabé vědecké výsledky. Kromě decentralizace vědeckých pracovišť mimo hlavní město bylo smyslem vzniku uplatnění pracovníků propuštěných ze závodů na Ostravě pro různé prohřešky, zpravidla alkoholismus.[zdroj?] Ústav byl vysoce dotován a počet zaměstnanců dosahoval v roce 1988 cca 150 zaměstnanců.
Ústav se dostal do povědomí širší veřejnosti v souvislosti s přípravou poněkud kontroverzní hornické koncepce KSČ z roku 1984, která počítala se znovuobnovením mnoha zavřených dolů na Ostravě.